# Choreia proserpinae
Choreia proserpinae är en stekelart som beskrevs av De Stefani 1884. Choreia proserpinae ingår i släktet Choreia och familjen sköldlussteklar.
Artens utbredningsområde är Italien. Inga underarter finns listade i Catalogue of Life.